# Бабошево
Бабошево (пол. Baboszewo) — село в Польщі, у гміні Бабошево Плонського повіту Мазовецького воєводства.
Населення — 2102 особи (2011).
У 1975-1998 роках село належало до Цехановського воєводства.

## Демографія
Демографічна структура станом на 31 березня 2011 року:
|          | Загалом | Допрацездатний вік | Працездатний вік | Постпрацездатний вік |
| -------- | ------- | ------------------ | ---------------- | -------------------- |
| Чоловіки | 1043    | 245                | 712              | 86                   |
| Жінки    | 1059    | 215                | 646              | 198                  |
| Разом    | 2102    | 460                | 1358             | 284                  |